# Take.1 Are You There?
Take.1 Are You There? è la prima parte del secondo album in studio del gruppo musicale sudcoreano Monsta X. Pubblicato il 22 ottobre 2018 da Starship Entertainment, contiene dieci tracce, incluso il singolo principale "Shoot Out".

## Tracce
1. Intro: Are You There? – 1:01 (musica: Stereo14)
2. Underwater – 3:46 (testo: Brother Su, Jooheon, I.M – musica: Caesar & Loui, Brother Su)
3. Shoot Out – 3:27 (testo: 서지음, Jooheon, I.M – musica: Daniel Kim, Stereo14, Ti)
4. Heart Attack – 3:19 (testo: Wonho, Jooheon, I.M – musica: A-Dee, Drew Ryan Scott)
5. 널하다 (I Do Love U) – 3:46 (testo: Wonho, Kihyun, Minhyuk, Jooheon, I.M – musica: Wonho, An Seong-hyeon, Shin Ki-hyun)
6. 어디서 뭐해 (Mohae) – 3:30 (testo: I.M, Yoonseok, Wooki, Jooheon – musica: I.M, Yoonseok, Wooki)
7. Oh My! – 3:43 (testo: 이스란, Jooheon, I.M – musica: Maria Marcus, Albin Nordqvist, Brad.K)
8. Myself – 4:12 (testo: Zaya (153/Joombas), Jooheon, I.M – musica: Hyuk Shin (153/Joombas), Jeff Lewis)
9. By My Side – 3:43 (testo: Jooheon, 9F, I.M – musica: Jooheon, 9F)
10. Spotlight (Korean version) – 3:56 (testo:   - Wonho
  - Jooheon
  - I.M
 – musica: Albin Nordqvist, Adrian McKinnon, GASHIMA)

Durata totale: 34:23

## Classifiche

### Classifiche settimanali
| Classifica (2018) | Posizione massima |
| ----------------- | ----------------- |
| Corea del Sud     | 1                 |
| Giappone          | 7                 |

### Classifiche di fine anno
| Classifica (2018) | Posizione |
| ----------------- | --------- |
| Corea del Sud     | 19        |